# Ecoloog

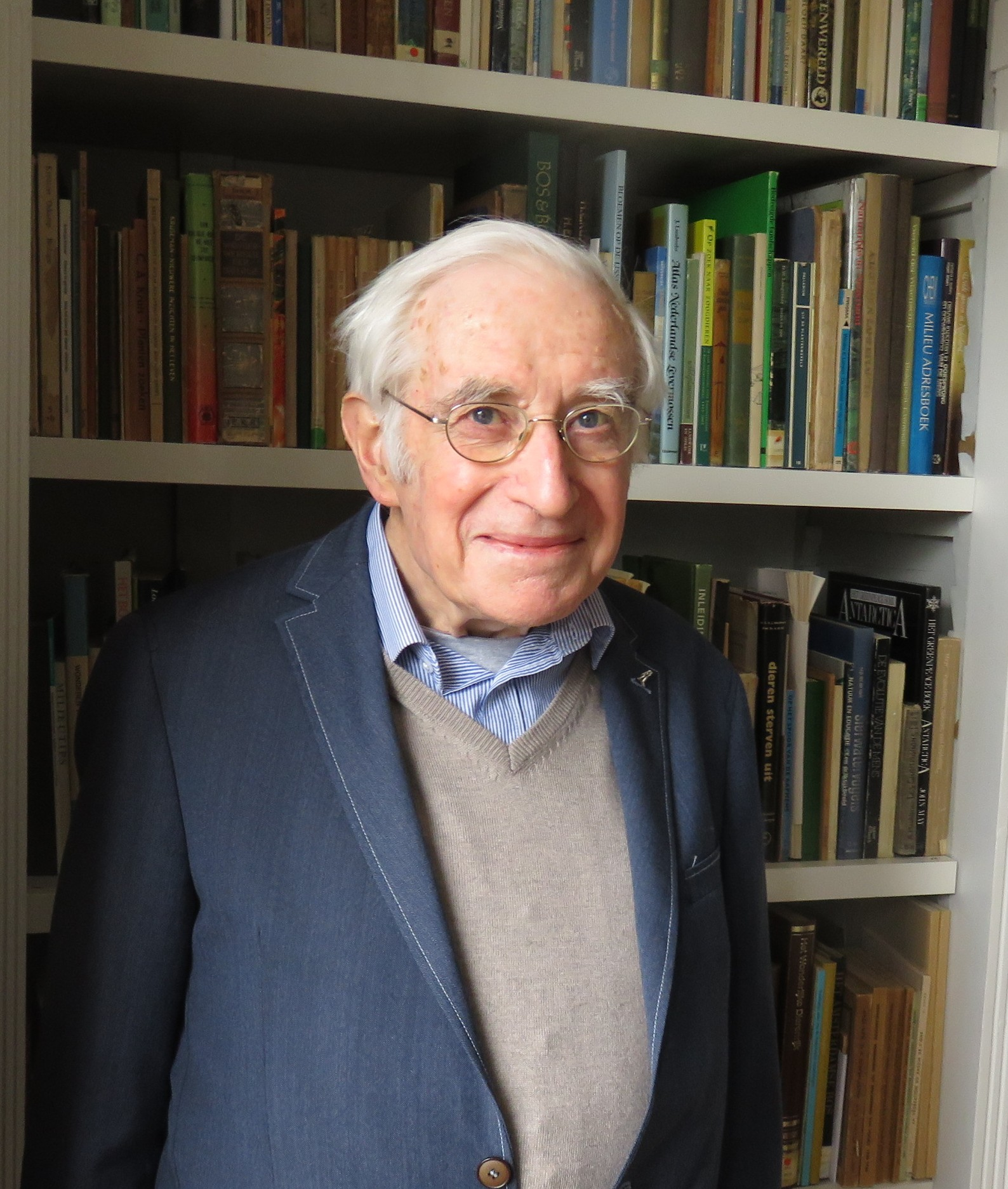
Eddy van der Maarel, een vooraanstaand Nederlands ecoloog die verscheidene statistische methoden ontwikkelde en integreerde in de ecologische sector.

Een ecoloog is een professioneel deskundige in de ecologie. Ecologen onderzoeken de relaties en interacties tussen bepaalde organismen of levensgemeenschappen en hun habitat. Het centrale onderzoeksthema van een ecoloog is het ecosysteem. De vakkennis van een ecoloog kan men ruwweg verdelen over twee hoofdvakgebieden: biologie en fysische geografie.